# Élections constituantes de 1945 dans l'Aube
Les élections constituantes françaises de 1945 se déroulent le 21 octobre.

## Mode de scrutin
Les députés sont élus selon le système de représentation proportionnelle suivant la règle de la plus forte moyenne dans le département, sans panachage ni vote préférentiel. 
Il y a 586 sièges à pourvoir.
Dans le département des l'Aube, quatre députés sont à élire.

## Élus
Les quatre députés élus sont : 
| Identité        | Parti | Parti |
| --------------- | ----- | ----- |
| André Mutter    |       | UR    |
| Henri Roulon    |       | UR    |
| Germain Rincent |       | SFIO  |
| Raymond Guyot   |       | PCF   |

## Résultats

### Résultats à l'échelle du département
| Liste (parti)  | Liste (parti)                                    | Tête de liste   | Résultats | Résultats | Sièges | Sièges |
| Liste (parti)  | Liste (parti)                                    | Tête de liste   | Voix      | %         |        |        |
| -------------- | ------------------------------------------------ | --------------- | --------- | --------- | ------ | ------ |
|                | Parti républicain de la liberté                  | André Mutter    | 37 290    | 33,67     | 2      |        |
|                | Section française de l'Internationale ouvrière   | Germain Rincent | 32 765    | 29,69     | 1      |        |
|                | Parti communiste français                        | Raymond Guyot   | 31 465    | 28,41     | 1      |        |
|                | Mouvement républicain populaire                  | Bernard Pitois  | 5 217     | 4,71      | -      |        |
|                | Parti républicain, radical et radical-socialiste | Roland Pré      | 4 000     | 3,61      | -      |        |
|                |                                                  |                 |           |           |        |        |
| Inscrits       | Inscrits                                         | Inscrits        | 140 664   | 100,00    | 4      |        |
| Votants        | Votants                                          | Votants         | 113 179   | 80,46     |        |        |
| Blancs et nuls | Blancs et nuls                                   | Blancs et nuls  | 2 442     | 2,16      |        |        |
| Exprimés       | Exprimés                                         | Exprimés        | 110 737   | 97,84     |        |        |